# Procapra gutturosa
Espèce
Statut de conservation UICN

 LC  : Préoccupation mineure
La Gazelle à queue blanche ou Gazelle de Daourie (Procapra gutturosa) est une espèce d'antilopes que l'on trouve dans les steppes de Mongolie, de Sibérie méridionale (en Daourie, Russie) et de Chine du Nord.